# Municipio de Zaragoza (San Luis Potosí)
El municipio de Zaragoza es uno de los 59 municipios del estado mexicano de San Luis Potosí. Su cabecera es la localidad de Villa de Zaragoza.

## Historia
El municipio de Zaragoza fue creado el 3 de noviembre de 1882 a partir de un territorio perteneciente al municipio de Villa de Pozos. El decreto promulgado por el gobernador Pedro Diez Gutiérrez estableció como cabecera municipal a la población de San José de la Carrera, la cual fue rebautizada como Villa de Zaragoza, en honor al general Ignacio Zaragoza.

## Geografía
Como municipio colinda al norte con los municipios de Cerro de San Pedro y Armadillo de los Infante; al este con el municipio de San Nicolás Tolentino; al sur con el municipio de Santa María del Río; al oeste con los municipios de Villa de Reyes, Villa de Pozos y San Luis Potosí, donde se ubica la capital del estado.

## Localidades
El municipio está integrado por 137 localidades, donde la mayor concentración de población se localiza en Zaragoza cabecera municipal y en las localidades de La Esperanza, Cerro Gordo, San José de Gómez, Texas, Xoconostle y Parada del Zarcido con más de 500 habitantes.
| Localidad         | Población |
| ----------------- | --------- |
| Villa de Zaragoza | 8732      |
| La Esperanza      | 1763      |
| Cerro Gordo       | 1733      |
| San José de Gómez | 977       |